# Tondo (Manilla)

Een kaart van Manilla met daarop in het noordwesten Tondo

Tondo is een van de districten van de Filipijnse hoofdstad Manilla. Het district staat bekend als een van de armste en dichtstbevolkte wijken van de stad. Veel van de sloppenwijken van de stad zijn hier te vinden. Ook stond het bekend om de grote vuilnisbelt Smokey Mountain, die in de jaren negentig gesaneerd werd. Het district ligt in het noordwesten van de stad ten noorden van het historische deel van de stad, Intramuros. Bij de laatste census in 2010 telde het district 628.106 inwoners verspreid over 259 barangays op een oppervlakte van 9,1 km². De bevolkingsdichtheid was daarmee 69.023 personen per km².

## Geboren in Tondo
- Damian Domingo (ca. 1790), kunstschilder (overleden ca. 1832);
- Andrés Bonifacio (30 november 1863), leider van de Filipijnse revolutie (overleden 1897);
- Teodoro Plata (1866), oprichter van de Katipunan (overleden 1896);
- Arcadio Arellano (13 november 1872), architect (overleden 1920);
- José Palma (3 juni 1876), dichter (overleden 1903);
- Juan Arellano (25 april 1888), architect en nationaal kunstenaar van de Filipijnen (overleden 1960);
- Honorata de la Rama (11 januari 1905), zangeres, filmactrice (overleden 1991);
- Josefina Constantino (1920-2024), essayist
- Mila del Sol (1923-2020), actrice
- Andrés Franco (1925-2008), olympisch atleet
- Mona Lisa (22 juni 1929), actrice (overleden 2019);
- Joseph Estrada (19 april 1937), president van de Filipijnen;
- Manny Villar (13 december 1949), zakenman en senator.